# Deakivka, Berșad
Deakivka (în ucraineană Дяківка) este o comună în raionul Berșad, regiunea Vinnița, Ucraina, formată numai din satul de reședință.

## Demografie
Componența lingvistică a satului Deakivka
     Ucraineană (98,81%)
     Alte limbi (1,2%)
Conform recensământului din 2001, majoritatea populației satului Deakivka era vorbitoare de ucraineană (98,81%), existând în minoritate și vorbitori de alte limbi.